# Miomantis pellucida
Miomantis pellucida är en bönsyrseart som beskrevs av Henri Saussure 1870. Miomantis pellucida ingår i släktet Miomantis och familjen Mantidae. Inga underarter finns listade i Catalogue of Life.